# 水紀華
水紀 華（みずき はな、1997年3月2日 - ）は、日本の実業家、起業家、経営者。美容エステ・体質改善サロンcocomin代表。

## 経歴
- 2016年 - 体質改善ダイエット指導で起業。
- 2017年 - 理系大学在学中に法人設立、美容エステ・体質改善サロンcocominを開業。
- 2019年 - 美人百花専属読者モデルに選出。
- 2020年 - 複数の事業経営と学業を両立し、大学を卒業。
- 2020年11月 - 美容エステ・体質改善サロンcocomin 大阪店を開店。
- 2020年12月 - 美容エステ・体質改善サロンcocomin 東京店リニューアル。
- 2021年2月 - 心身美容サロンMを開業。

## 人物
『心と美を磨いて人生を変える』をミッションとし、心身美容・自己実現に特化した事業を展開している起業家。
小学校3年生のころに美容室で感動し「美を通して人を笑顔にしたい」と決心する。
高校生の時には食医に1年間弟子入りし、東洋医学や中医学を学び、ダイエットや体質改善に成功した。
化粧品販売で実績を上げ、美容業界で注目を集める。特にSNSマーケティングを得意とし、年商億越えのビジネスモデルを構築。特に20-30代から人気を集めている。
東洋医学をベースとした独自の体質改善ダイエット方法を開発し、2年間で1800人以上を指導。体質改善・美容を軸とした講師としても活躍。美容講座を開催している。
20以上の美容やメンタル心理に関係する資格を持つ。

## 出演

### 雑誌
- 美人百花[3]（角川春樹事務所、2019年12月 - 2020年10月）

### 新聞
- 日本経済新聞（日本経済新聞社、2018年）

## 著書
- 魂磨きで魔法のように願いを叶える（2018年11月、あさ出版、ISBN 9784866670614）
- 彼のたった1人の大切な人になる 最強に愛される恋愛ワークブック（2020年5月、あさ出版、ISBN 9784866672090）
- 自分を好きになる体質改善（2022年12月、あさ出版、ISBN 9784866674223）